# Ревалд, Джон
Джон Ревалд (англ. John Rewald; 12 мая 1912, Берлин — 2 февраля 1994) — американский историк искусства немецкого происхождения. Фактически первый серьёзный исследователь наследия импрессионистов и постимпрессионистов.

## Биография
Родился в 1912 году в Берлине. В 1936 году окончил Сорбонну и получил степень доктора философии. Начал с исследования биографии Сезанна («Сезанн и Золя», 1936). К изучению биографии и творческого наследия Сезанна Ревалд в дальнейшем многократно возвращался. В дальнейшем круг его интересов включал в себя таких художников, как Ван Гог, Гоген, Майоль, Сёра, Боннар и «Наби», фовисты, Писарро, Ренуар, Дега.
В 1941 году эмигрировал в США. Работал в Музее современного искусства в Нью-Йорке. За свою жизнь он опубликовал более 600 работ. В 1977 году в Музее современного искусства организовал большую ретроспективу, посвященную поздним произведениям Сезанна, составлял каталог-резоне его работ.
В России наиболее известны его исследования «История импрессионизма» (1946) и «Постимпрессионизм: От Ван Гога до Гогена» (1956), переведённые на многие языки мира.
Книги Ревалда рассчитаны на широкий круг читателей. Они написаны увлекательно, но, «в отличие от многих других популярных книг по искусству, живая форма изложения соединена в ней с точностью и строгостью подлинно научного исследования». Главное достоинство книг Ревалда заключается прежде всего в огромном фактическом материале, которыми они насыщены. Как пишет сам Ревалд в предисловии к «Истории постимпрессионизма», он «не столько хотел изложить своё мнение о событиях… сколько рассказать всё, что мне удалось узнать за годы терпеливых поисков… Не претендуя на бесспорность воссозданной мною картины этой важной эпохи, я хочу лишь подчеркнуть, что мой отчёт настолько, насколько это вообще возможно, близок к исторической правде».
Много работ посвятил Сезанну, сыграл важную роль в популяризации его творчества, сохранении его мастерской в Экс-ан-Провансе и превращении её в мемориальный музей художника (Atelier Cezanne, 9, Avenue Paul Cezanne). Джон Ревалд умер от сердечной недостаточности в возрасте 81 года. Он похоронен на кладбище в Экс-ан-Провансе, рядом с могилой Сезанна, изучением творчества которого занимался всю жизнь. В этом же городе его именем названа площадь.

## Работы на английском языке
- Cézanne et Zola, 1936
- Maillol, 1939
- Georges Seurat, 1943
- History of Impressionism, 1946
- Paul Cézanne, 1948
- Pierre Bonnard, 1948
- Les Fauves, 1952
- History of Post-Impressionism: From van Gogh to Gauguin, 1956
- Studies in Impressionism, 1986
- Studies in Post-Impressionism, 1986
- Cézanne: A Biography, 1986
- Seurat: A Biography, 1990
- Camille Pissarro, 1963
- Cézanne, the Steins, and Their Circle, 1987
- Cézanne in America, 1989

Выступил редактором изданий:
- Paul Cézanne: Letters, 1941
- Paul Gauguin: Letters, 1943
- Camille Pissarro: Letters to His Son Lucien, 1943
- The Woodcuts of Aristide Maillol: A Complete Catalogue, 1943
- Renoir: Drawings, 1946
- Paul Cézanne: Carnets de Dessins, 1951
- The Sculptures of Edgar Degas: A Complete Catalogue, 1957
- Gauguin: Drawings, 1958

### Книги на русском языке
- Ревалд Д. История импрессионизма = The History of Impressionism. — Республика, 1994. — 415 с. — ISBN 5-250-02391-6. (1-е издание: М.; Л.: Искусство, 1959)
- Ревалд Д. Постимпрессионизм = Post-Impressionism: From Van Gogh to Gauguin. — Республика, 2002. — 464 с. — ISBN 5-275-00487-7, 5-250-01837-8. (1-е издание: М.; Л.: Искусство, 1962)